# Посольство Грузії в Україні
Посольство Грузії в Києві — офіційне дипломатичне представництво Грузії в Україні, відповідає за розвиток та підтримання відносин між Грузією та Україною.

## Історія посольства
Спроби ж встановити дипломатичні стосунки Грузії та України датуються ще груднем 1917 р. Саме тоді Іван Лордкіпанідзе, депутат Всеросійських Установчих зборів, що перебував в Одесі, був уповноважений Національною Радою Грузії виконувати обов'язки військового комісара при уряді УНР. У січні 1918 р. Іван Лордкіпанідзе, у зв'язку з від'їздом до Петрограда, передав свої повноваження Давиду Вачейшвілі.
4 липня 1918 року прем'єр-міністр Грузії Ное Жорданія звернувся до Міністра закордонних справ Української Народної Республіки Дмитру Дорошенко з листом, в якому призначив уповноважених представників Грузинської Демократичної Республіки в Україні. Послом був призначений Віктор Тевзая, а його заступником — Давид Вачейшвілі. До складу посольства входили перший і другий секретарі, консульський відділ, військовий аташе з помічником, економічний відділ, прес-бюро. В адміністративно-технічний персонал входили комендант будинку, друкарки, перекладачі, водій автомашини, кур'єри, допоміжні робітники та інші, всього 20 осіб. Посольство розташовувалося по вулиці Караваєвській, № 9.
Консульства діяли в Одесі, Харкові та Ростові-на-Дону.
Переговори про встановлення дипломатичних відносин між Україною та Грузією було розпочато 12 грудня 1991 року. Дипломатичні відносини було встановлено 21 липня 1992 року шляхом обміну нотами. У 1993 році в Києві було відкрито Торгове представництво Грузії в України, яке очолив Георгій Сігуа. 5 квітня 1994 року розпочало роботу Посольство України в Грузії, а 19 серпня 1994 року — Посольство Грузії в Україні. Посольство розташовувалося на вулицях Кудряшова, 9, Мельникова, 83-д, а у 2009 році переїхало у нову 4-поверхову будівлю на бульварі Тараса Шевченка, 25.
Після призначення Міхеїла Саакашвілі головою виконавчого комітету реформ України викликало засудження з боку Грузії, представники якої назвали це «недружнім жестом». Посла Грузії в Україні Теймураза Шарашенідзе було відкликано для консультацій до Тбілісі.

## Посли Грузії в Україні

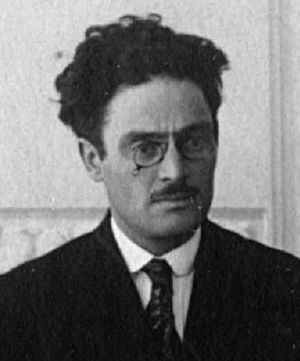
Перший посол Грузії в Україні Віктор Тавзая (1918-1919)

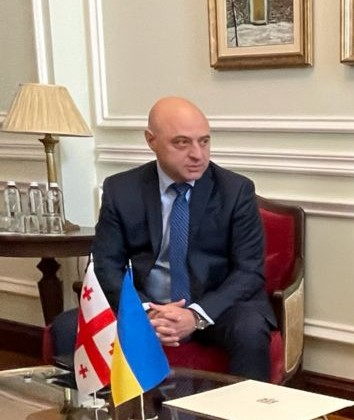
Діючий посол Грузії в Україні Георгій Закарашвілі (з 2021)

1. Лордкіпанідзе Іван Несторович (1917), військовий комісар при уряді УНР
2. Вачейшвілі Давид Вісаріонович (1918), військовий комісар при уряді УНР
3. Брегвадзе Никодим (1918), військовий комісар при уряді УНР
4. Вачейшвілі Давид Вісаріонович (1918), військовий комісар при уряді УНР
5. Тевзая Віктор Васильович (1918—1919), посол
6. Валерій Чечелашвілі (1994—1995)
7. Грігол Катамадзе (1995—1998)
8. Малхаз Чачава (1998—2000)
9. Грігол Катамадзе (2000—2007)
10. Арчіл Цинцадзе (2007)
11. Мераб Антадзе (2007—2009)
12. Грігол Катамадзе (2009—2013)
13. Міхеїл Уклеба (2013—2017)[5]
14. Гела Думбадзе (2017—2019)[6]
15. Теймураз Шарашенідзе (2019-2021)[7]
16. Георгій Закарашвілі (2021-)[8]

## Консульства Грузії в Україні

### Генеральне консульство Грузії в Одесі
- 65020, Україна, м. Одеса, вул. Льва Толстого, 30

1. Генеральний консул Ушверідзе Овсій Іларіонович (1918—1921)
2. Генеральний консул Зураб Маршанія (2005—2008)[9]
3. Генеральний консул Квачадзе Зураб Георгійович (2008—2011)
4. Генеральний консул Теймураз Нішніанідзе (2011—2013)
5. Консул-керівник Консульства Манучар Цоцонава (2013—2017)[10]
6. Консул Торніке Берекашвілі (2017-)

### Генеральне консульство Грузії в Донецьку
- 83048, Україна, м. Донецьк, вул. Коцюбинського, 83-б

1. Генеральний консул Теймураз Нішніанідзе (2008—2011)
2. Генеральний консул Квачадзе Зураб Георгійович (2011—2013)
3. Консул Адвадзе Іраклій Ревазович (2013—2020)

### Почесне консульство Грузії в Ялті
- Україна, м. Ялта, вул. Катарінінская, 13

### Почесне консульство Грузії в Житомирі
- 10014, Україна, м. Житомир, вул. Пушкінська, 31

### Почесне консульство Грузії у Львові
- 79000, Україна, м. Львів, вул. Тиха, 1